# 한국항공직업전문학교
한국항공직업전문학교(韓國航空職業專門學校)는 서울특별시 동대문구에 위치한 대한민국의 직업전문학교이다.

## 학교 연혁
- 1990년 3월 한국항공학원 설립
- 1993년 3월 서울교육청 직업과정 위탁교육과정 지정
- 1994년 3월 노동부 2년제 전문과정 인가
- 1998년 2월 학점은행제 시범교육기관 지정
- 2004년 4월 국제요리학원 인수
- 2005년 10월 국제요리직업전문학교 교명 변경

## 교육편제
다음은 2019년 기준 한국항공직업전문학교의 교육 과정 일람이다.
- 항공조종과
- 항공정비과
- 항공정비과
- 무인기과
- 항공정비공학과
- 항공부사관과
- 비파괴진단공학과
- 항공운항과
- 항공경영과

## 저명한 동문
대한항공과 더불어 많은 동문들이 항공사 에어라인에서 근무 중.

## 같이 보기
- 국제호텔직업전문학교